# Длинная рука закона 4: В обход закона
«Дли́нная рука́ зако́на 4: В обход закона» (иер. трад. 省港旗兵第四集地下通道, кант.-рус.: Сан Кон кхэй пин тай си чап Тэй ха тхун тоу, англ. Underground Express) — гонконгский криминальный боевик 1990 года, снятый Майклом Маком по сценарию Джонни Мака и Стивена Сиу. Заключительная часть серии фильмов «Длинная рука закона».

## Сюжет
Председатель гонконгской Ассоциации солидарности Ауён Чёк нанимает группу во главе с Вон Пином, чтобы те высвободили троих продемократических лидеров протеста в Китае и доставили их в Гонконг. Тем не менее, комиссар управления по политической безопасности Китая Юнь Чо и его люди, не сумев предотвратить незаконное перемещение лидеров протеста на китайской территории, следуют за ними в Британский Гонконг. Между тем полиция Гонконга также разыскивает группу наёмников. Команда Юнь Чо устраивает налёт на убежище банды Вон Пина в Гонконге, но подпольщикам всё равно удаётся сбежать. Ауён Чёк договаривается о переправе китайских общественниц на борту грузового судна, однако китайский комиссар знает об этих планах и устраивает там засаду, но в итоге он и его люди погибают в перестрелке. Пока корабль с китайскими демократами уплывает в сторону Америки, Вон Пин со своим выжившим соратником попадают в засаду, устроенную полицией Гонконга, и погибают.

## В ролях
| Актёр        | Роль                                          |
| ------------ | --------------------------------------------- |
| Элвис Чхёй   | Вон Пин                                       |
| Чань Кин     | брат Кау (Догги)                              |
| Чхин Сиулун  | Вон Чинфо (Огонь)                             |
| Чань Чилён   | Сай Сэк                                       |
| Кань Сэкмин  | коммерсант Мань                               |
| Вон Камтхон  | комиссар Юнь Чо                               |
| Лай Хокмин   | председатель Ассоциации солидарности Ауён Чёк |
| Жаклин Ын    | демократическая активистка Вон Сиувай         |
| Диккенс Чань | Тайсэк                                        |

## Кассовые сборы
В Гонконге фильм вышел 20 июля 1990 года под сокращённым названием 地下通道. В период с 20 июля по 1 августа четвёртая часть серии фильмов собрала в кинопрокате 5 117 954 гонконгских долларов.

## Оценки кинокритиков
Борис Хохлов, оценивший картину в 6 баллов из 10, отмечает, что создатели последней части цикла «Длинная рука закона» довели гламуризацию и романтизацию преступников до пика и ушли от реализма первых частей серии, при этом положительно отзывается об экшене. Джон Чарльз в своей книге The Hong Kong Filmography, 1977-1997 оценивает киноленту в 3 звезды из 10.